# Eddie Murphy
Edward Regan "Eddie" Murphy, ameriški filmski in televizijski igralec * 3. april 1961, New York, ZDA
Večinoma nastopa v komedijah. Njegove najbolj znane vloge so v filmih Policaj z Beverly Hillsa, Norbit, Dr. Dolittle in Trčeni profesor.

## Povezave
- Eddie Murphy na spletni filmski podatkovni zbirki IMDb